# Superstar (Remember How You Got Where You Are)
"Superstar (Remember How You Got Where You Are)" is een hitsingle van de Amerikaanse soul- en R&B-groep The Temptations. Het nummer is de tweede single afkomstig van het album "Solid Rock" en werd in 1971 uitgebracht. Het was de opvolger van het onsuccesvolle nummer "It's Summer", wat de eerste single van de groep was die niet de top 40 op de poplijst wist te bereiken sinds de single "Farewell My Love" uit 1963, acht jaar daarvoor.
Net als vele singles sinds het succes van het nummer "Ain't Too Proud To Beg" uit 1966, werd "Superstar (Remember How You Got Where You Are)" geproduceerd door Norman Whitfield. Ook schreef hij mee aan het nummer, dit in samenwerking met tekstschrijver Barrett Strong, bekend van Motowns eerste hit "Money (That's What I Want)". In eerste instantie werd het nummer door het tweetal geschreven als aanval tegen een andere producer, wat eerste een vriend van Whitfield was, maar destijds veel te arrogant was geworden, vanwege het succes wat hij had gekend met zijn nummers. Later werd de boodschap van de single echter gericht tegen Eddie Kendricks en David Ruffin, twee ex-leden van de groep. Zij hadden The Temptations verlaten om een solocarrière te beginnen. Ruffin, die de groep al in 1968 had verlaten, overtuigde Kendricks er in 1971 van dat hij, na ruzie met Otis Williams en Melvin Franklin, The Temptations zou moeten verlaten en een solocarrière zou moeten starten. Toen Kendricks dit eenmaal gedaan had liet hij zich samen David Ruffin uit in de media dat The Temptations niks meer waren zonder hun. Zo zei Kendricks dat het nummer "It's Summer" geen succes was, omdat zijn stem er niet op te horen is. Nadat dit bekend was geworden bij The Temptations werden Ruffin en Kendricks als onderwerp van "Superstar (Remember How You Got Where You Are)" gebruikt. De tekst is een waarschuwing voor het duo dat ze niet moeten vergeten wie hun echte vrienden zijn en waar ze hun succes en faam aan te danken hebben. Zowel Kendricks als Ruffin wordt echter niet met naam in het nummer genoemd.
In tegenstelling tot zijn voorganger, "It's Summer", bereikte "Superstar (Remember How You Got Where You Are)" wel weer succes op de hitlijsten, net zoals vele voorgaande nummers van The Temptations. Het behaalde met een nummer 32-notering de top 40 in het Verenigd Koninkrijk en de top 20 in de Verenigde Staten, waar het bleef haken op een nummer 18 plaats. Op de r&b-lijst werd met een top 10 notering, uiteindelijk stekend op nummer 8, zelfs nog groter succes gehaald. Zo werden de uitspraken van Kendricks, die zelf rond die tijd geen hits kende, tenietgedaan.
"Superstar (Remember How You Got Where You Are)" was de eerste single van The Temptations waar de destijds nieuwe leden Richard Street en Damon Harris op te horen zijn. Street was de vervanger van Paul Williams, een van de oprichters van de groep. Hij toerde al enige tijd met de groep mee, omdat Williams soms zo ziek was dat hij niet meer goed kon optreden. Street zong dan van achter schermen de tekst van Williams in. Hij was overigens al bekend bij The Temptations, want hij maakte deel uit van een groep, The Distants, wat een voorganger was van The Temptations. Ook zat hij tot zijn toevoeging aan The Temptations bij een andere Motown groep, The Monitors. Damon Harris was de vervanger van Ricky Owens. Owens was de originele vervanger van Eddie Kendricks, maar maakte slechts een paar weken deel van de groep uit, omdat hij niet goed beviel.
"Superstar (Remember Where You Got Where You Are)" is aantal keer gecoverd. Een daarvan is van David Ruffin. Dit is enigszins opmerkelijk te noemen, omdat hij deel uitmaakte van het onderwerp van de aanklacht die het nummer uitdraagt. De B-kant van de single is "Gonna Keep On Tryin' Till I Win Your Love". Dit was een cover van het nummer van Edwin Starr. Het nummer is overigens ook opgenomen door Motown sterren Marvin Gaye, Jimmy Ruffin en The Undisputed Truth.

## Bezetting
- Lead: Damon Harris, Otis Williams, Melvin Franklin, Richard Street en Dennis Edwards
- Achtergrond: Melvin Franklin, Dennis Edwards, Damon Harris, Otis Williams en Richard Street
- Instrumentatie: The Funk Brothers
- Schrijvers: Norman Whitfield en Barrett Strong
- Productie: Norman Whitfield